# Matyszczyki
Matyszczyki (deutsch Grüneberg) ist ein kleiner Ort in der polnischen Woiwodschaft Ermland-Masuren, der zur Gmina Orzysz (Stadt- und Landgemeinde Arys) im Powiat Piski (Kreis Johannisburg) gehört.

## Geographische Lage
Matyszczyki liegt im Osten der Woiwodschaft Ermland-Masuren, 26 Kilometer nördlich der Kreisstadt Pisz (deutsch Johannisburg).

## Geschichte
Bestehend aus einem großen Hof wurde Grüneberg im Jahre 1857 gegründet. Bis 1945 war der kleine Ort ein Wohnplatz in der Landgemeinde Czierspienten (1905 bis 1945: Seehöhe, polnisch Cierzpięty) und gehörte zum Kreis Johannisburg im Regierungsbezirk Gumbinnen (ab 1905: Regierungsbezirk Allenstein) in der preußischen Provinz Ostpreußen.
Im Jahr 1945 kam das gesamte südliche Ostpreußen in Kriegsfolge zu Polen. Davon war nun auch Grüneberg betroffen, das die polnische Namensform „Matyszczyki“ erhielt. Heute ist es ein kleiner Ort innerhalb des Schulzenamtes (polnisch Sołectwo) Pianki (deutsch Pianken, 1938 bis 1945 Altwolfsdorf) und gehört zum Verbund der Stadt- und Landgemeinde Orzysz (Arys) im Powiat Piski (Kreis Johannisburg), bis 1998 der Woiwodschaft Suwałki, seither der Woiwodschaft Ermland-Masuren zugehörig.

## Religionen
Bis 1945 war Grüneberg in die evangelische Kirche Eckersberg (polnisch Okartowo) in der Kirchenprovinz Ostpreußen der Kirche der Altpreußischen Union sowie in die römisch-katholische Kirche Johannisburg (polnisch Pisz) im Bistum Ermland eingepfarrt.
Heute gehört Matyszczyki katholischerseits zur Pfarrei Okartowo im Bistum Ełk der Römisch-katholischen Kirche in Polen. Die evangelischen Einwohner halten sich zur Kirche in Pisz in der Diözese Masuren der Evangelisch-Augsburgischen Kirche in Polen.

## Verkehr
Matyszczyki liegt ein wenig abseits vom Verkehrsgeschehen und ist über einen Landweg zu erreichen, der von der Nebenstraße 1698N zwischen Drozdowo (Drosdowen, 1938 bis 1945 Drosselwalde) und Cierzpięty (Czierspienten, 1905 bis 1945 Seehöhe) in östlicher Richtung abzweigt.